# ویرجینیای شمالی

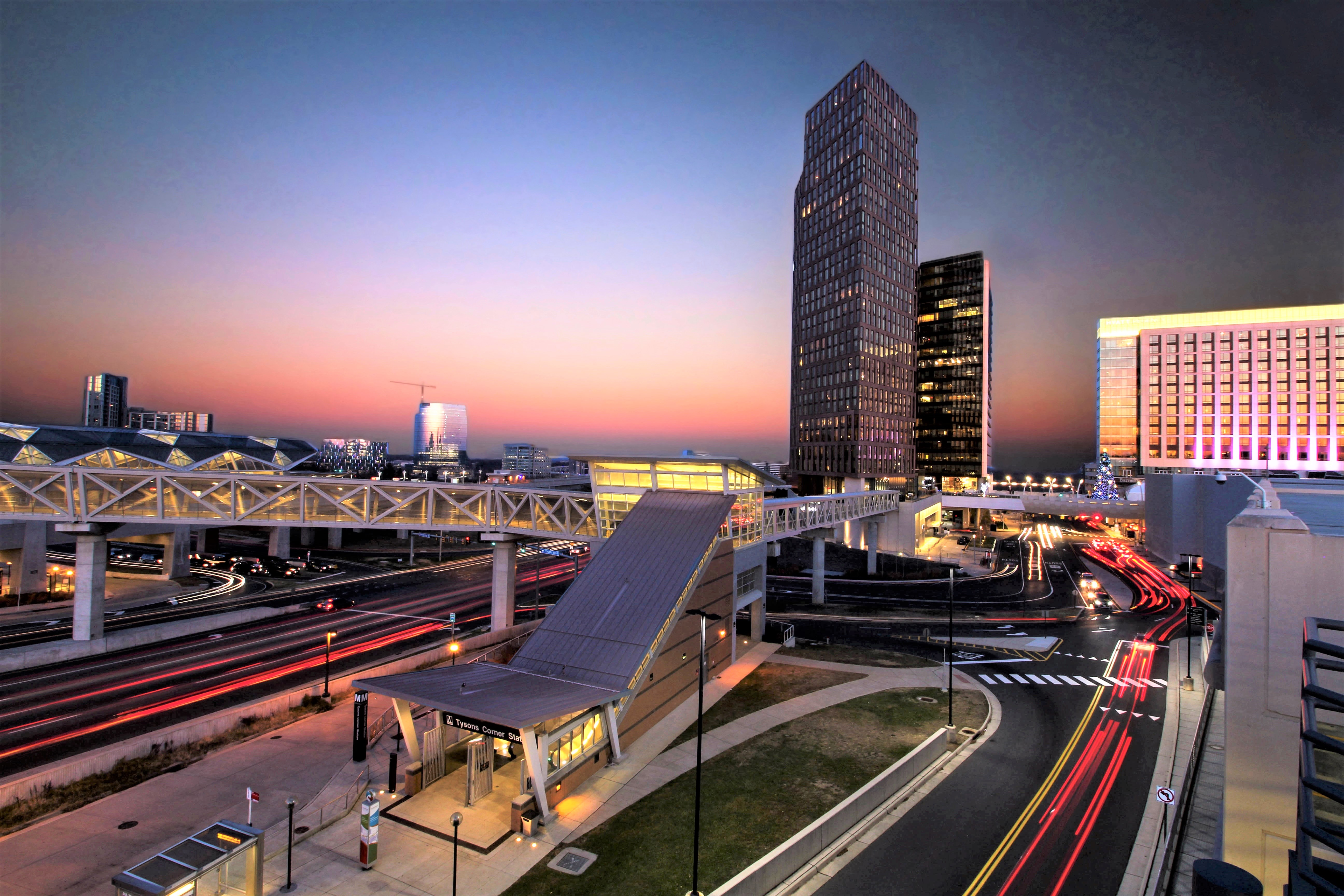
نمایی از منطقهٔ ویرجینیای شمالی، ایالات متحده آمریکا - ۲۰۱۷

ویرجینیای شمالی به صورت خلاصه NOVA منطقه ای است شامل چندین شهرستان و شهرهای مستقل در مشترک‌المنافع ویرجینیای آمریکا. ویرجینیای شمالی بسیار گسترده‌است و از سمت غرب از واشینگتن، دی.سی. آغاز می‌شود. این منطقه ۲٫۸ میلیون تن جمعیت دارد (نزدیک به یک سوم مشترک‌المنافع) و پرجمعیت‌ترین منطقهٔ ویرجینیا و منطقه کلان‌شهری واشینگتن است.

## شرکت‌های بزرگ
ویرجینیای شمالی زادگاه بسیاری از شرکت‌های بزرگ است نیمی از فهرست فرچون ۵۰۰ از آنِ این منطقه است چند مورد از آنها عبارتند از:
- فردی مک (Freddie Mac)
- نورثروپ گرومن
- جنرال داینامیکس
- کپیتال وان
- ای‌یی‌اس
- لایدوس
- بوز آلن همیلتون